# Hallering
Hallering település Franciaországban, Moselle megyében. Lakosainak száma 104 fő (2022. január 1.). Hallering Marange-Zondrange, Narbéfontaine, Haute-Vigneulles és Zimming községekkel határos.

## Népesség
A település népességének változása:
| Lakosok száma | 104  | 88   | 81   | 114  | 106  | 106  | 113  | 113  | 113  | 104  |
|               | 1968 | 1982 | 1990 | 2006 | 2013 | 2015 | 2017 | 2019 | 2020 | 2022 |